# Artiste émérite d'Ukraine
Artiste émérite d'Ukraine (en ukrainien Заслужений артист України) est un titre honorifique qui peut être décerné par le président aux artistes ukrainiens ou non.
Cette décoration a été créée en 22 novembre 1922 et a été décernée au nom de la République socialiste soviétique d'Ukraine sous le nom de Народний артист УРСР ainsi qu'au nom du peuple ukrainien pendant l'indépendance.

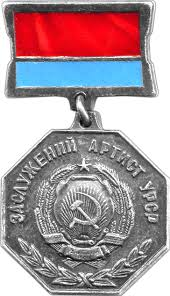
La version 1922 1937.

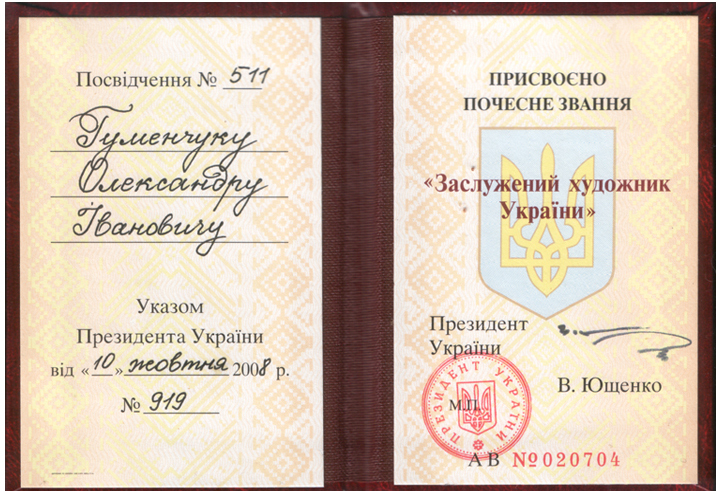
Diplôme de 2008.

Elle a été recréée le 29 juin 2001.